# Elena Georgescu
Elena Georgescu, született Elena Nedelcu (Bukarest, 1964. április 10. –) olimpiai és világbajnok román evezős, kormányos.

## Pályafutása
1991-ig a leánykori nevén versenyzett. 1992 és 2008 között öt olimpián vett részt a nyolcas egység kormányosaként. 1992-ben ezüst-, 1996-ban, 2000-ben, 2004-ben arany-, 2008-ban bronzérmet nyert társaival. Egy-egy világ- és Európa-bajnoki aranyérmet nyert szintén nyolcasban.

## Sikerei, díjai
- Olimpiai játékok – nyolcas
  - aranyérmes (3): 1996, Atlanta, 2000, Sydney, 2004, Athén
  - ezüstérmes: 1992, Barcelona
  - bronzérmes: 2008, Peking
- Világbajnokság – nyolcas
  - aranyérmes: 1990
- Európa-bajnokság – nyolcas
  - aranyérmes: 2007